# Dogo argentino
Dogo argentino é uma raça de cães brancos do tipo dogue oriunda da Argentina, que foi criada para o combate com cães e para a caça e captura de animais maiores como javalis, porcos-do-mato e pumas. É considerada a melhor raça de cães de presa.

## Etimologia
"Dogo" em espanhol ou "dogue" em português e francês é uma palavra que tem seu equivalente grafado em inglês e alemão como "dogge", que pode derivar do próprio inglês antigo "docga" que significa cão "poderoso, musculoso"; ou do proto-germânico "dukkǭ" que significa "poder; força". A denominação "dogue" ou "dogge" foi e é comumente utilizada para nomear um subtipo de cães de constituição física molossóide utilizados principalmente para presa de grandes animais.

## História

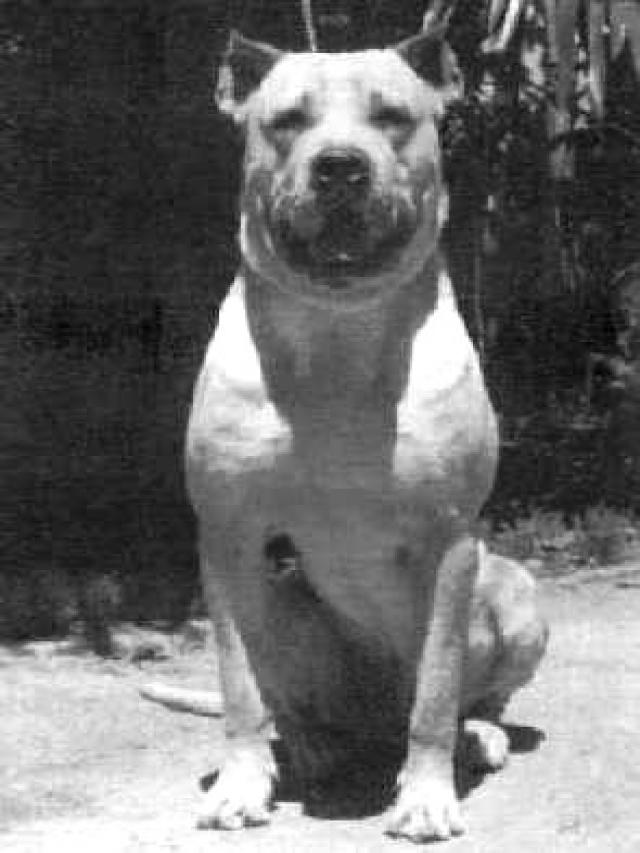
Cão lutador da Córdoba

Esta raça é o resultado dos esforços de dois irmãos argentinos, António e Augustin Nores Martinez, que, por volta de 1920, tentaram criar um cão perfeito e eficiente nos combates e nas caçadas a pumas e javalis. Os irmãos usaram como base uma raça de cães destemidos locais chamados de cão lutador de córdoba, atualmente extintos; e para aperfeiçoá-los adicionaram diversas outras raças: o dogue alemão, antigo buldogue inglês, bull terrier antigo, mastim dos pirenéus, pointer inglês, lébrel irlandês, dogue de bordéus, boxer antigo e o mastim espanhol; no intuito de acrescentar características particulares de cada raça como peso, tamanho, resistência, insensibilidade à dor, inteligência, vivacidade, melhor olfato, adaptação a todos os tipos de climas, melhor mandíbula e potência, tudo isto a apenas um cão. Eles buscavam obter exemplares totalmente brancos, sem prognatismo, com cabeça pesada e de focinho longo, com bom faro e coragem. Por anos, os Martinez cruzaram e selecionaram estes cães até que, 25 anos depois, nos anos 1940, finalmente atingiram o resultado desejado, porém um dos irmãos, António, foi assassinado bem antes que pudesse ver sua raça sendo reconhecida oficialmente no país.
Popular em sua terra natal, o dogo argentino ficou conhecido como excelente animal de caça, principalmente por ter herdado dos pointers a habilidade de farejar o ar e surpreender os pumas e javalis. Posteriormente, foi adotado como cão policial, cão de guarda e até mesmo cão-guia, em alguns casos.

## Características

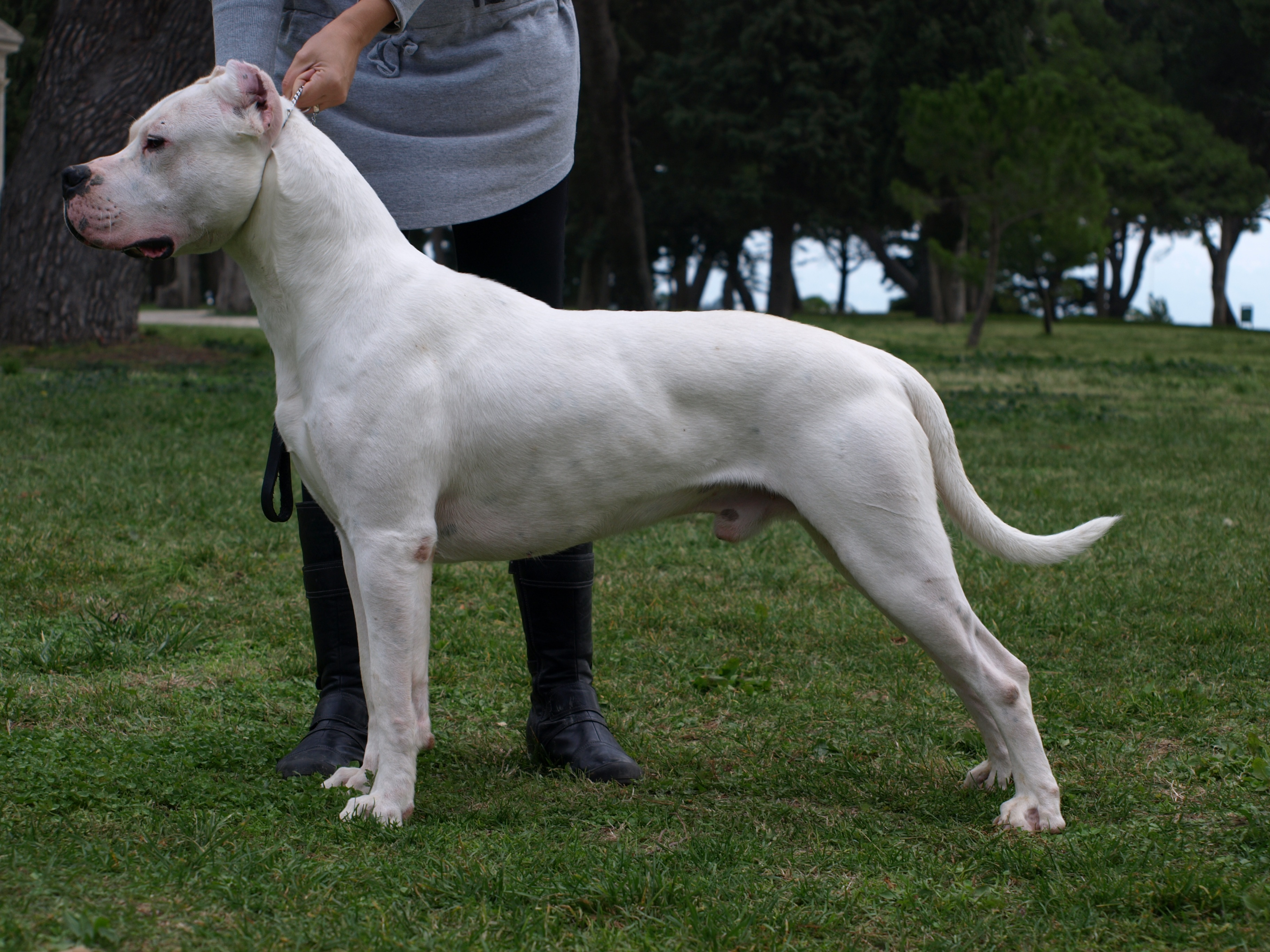
Dogo argentino

O dogo argentino é um ótimo cão de caça para apresar grandes presas. Algumas linhagens são também aptas para a função de guarda. Sua mandíbula foi especialmente projetada para capturar e segurar com firmeza. É um cão leal e companheiro com a família, sendo também um bom cão de guarda dependendo da linhagem. Seus exemplares são brancos, para serem facilmente visualizados por seus donos durante as caçadas. E possuem narinas pretas com ótimo faro, herdado do pointer inglês. O dogo argentino possui até 68 cm de altura na cernelha e pesa cerca de 45 kg. Costuma-se realizar o corte de orelhas, porém esta prática é ilegal em muitos países.

## Saúde
A cor branca única, associada com a ascendência no antigo buldogue inglês e bull terrier, e, o grau de consanguinidade realizado na construção da raça, são fatores que contribuíram para o surgimento de problemas mais recorrentes, como a ocorrência de surdez (bilateral ou unilateral) e problemas de pele a exemplo de alergias, sensibilidade ao sol, sarna demodécica, etc.
Outro problema de saúde que pode acometer a raça, é comum ao tipo molosso, a displasia coxofemoral, que pode ser prevenida com controle radiológico de reprodutores.